# Slovenský Pohár 2015-2016
La Slovenský Pohár 2015-2016 (Coppa di Slovacchia 2015-2016), conosciuta anche come Slovnaft Cup per ragioni di sponsorizzazione, è stata la ventitreesima edizione del torneo. Fu vinta dall'AS Trenčín al suo secondo titolo.

## Formula del torneo
Al vincitore della competizione era garantita la qualificazione per il primo turno di qualificazione della UEFA Europa League 2016-2017.
| Turno            | Squadre rimanenti | Squadre partecipanti | Vincitori del turno precedente | Squadre entrate | Campionati entranti       | Date                                             |
| ---------------- | ----------------- | -------------------- | ------------------------------ | --------------- | ------------------------- | ------------------------------------------------ |
| Primo Turno      | 170               | 92                   | 0                              | 92              | 5. Liga 4. Liga 3. Liga   | 25 - 26 Luglio 2015 29 Luglio 2015 2 Agosto 2015 |
| Secondo Turno    | 120               | 120                  | 46                             | 74              | DOXXbet liga Fortuna Liga | 11 - 12 Agosto 2015 18 - 19 Agosto 2015          |
| Terzo Turno      | 64                | 64                   | 64                             | 0               |                           | 1 Settembre 2015                                 |
| Quarto Turno     | 32                | 32                   | 32                             | 0               |                           | 14 Ottobre 2015                                  |
| Quinto Turno     | 16                | 16                   | 16                             | 0               |                           | 4 Novembre 2015                                  |
| Quarti di Finale | 8                 | 8                    | 8                              | 0               |                           | 15 Marzo 2016                                    |
| Semifinali       | 4                 | 4                    | 4                              | 0               |                           | 5 - 12 Aprile 2016                               |
| Finale           | 2                 | 2                    | 2                              | 0               |                           | 30 Aprile 2016                                   |

## Terzo Turno
| Squadra 1                        | Risultato   | Squadra 2                               |
| -------------------------------- | ----------- | --------------------------------------- |
| 1 settembre 2015                 |             |                                         |
| ŠK Tomášov                       | 1 - 0       | FK Rača Bratislava                      |
| FC Malacky                       | 0 - 6       | Podbrezová                              |
| FK Slovan Ivanka pri Dunaji      | 2 - 6       | ŠKF Sereď                               |
| ŠK Svätý Jur                     | 1 - 3       | ViOn Z.M.                               |
| ŠK Senec                         | 0 - 1       | TJ Iskra Borčice                        |
| SFC Kalinkovo                    | 1 - 2       | FK Pohronie Žiar and Hronom Dolná Ždaňa |
| KFC Kalná and Hronom             | 0 - 2       | AFC Nové Mesto nad Váhom                |
| FC Slovan Galanta                | 1 - 2       | Senica                                  |
| ŠK Blava 1928 Jaslovské Bohunice | 2 - 1       | TJ Družstevník Vel'ké Ludince           |
| FK Slovan Nemšová                | 0 - 2       | TJ Spartak Myjava                       |
| OTJ Palárikovo                   | 1 - 3       | OFK Dunajská Lužná                      |
| TJ Partizán Prečin               | 1 - 3       | MFK Topvar Topoľčany                    |
| MFK Nová Baňa                    | 0 - 0 (4-3) | Lokomotíva Košice                       |
| FK Predmier                      | 0 - 4       | MŠK Format Martin                       |
| TJ Tatran Oravské Veselé         | 0 - 2       | OŠK Baník Stráňavy                      |
| ŠKM Liptovský Hrádok             | 0 - 1       | MFK Dolný Kubín                         |
| ŠK Turčianska Štiavnička         | 0 - 4       | TJ Stráža                               |
| OFK Teplička and Váhom           | 0 - 2       | Michalovce                              |
| ŠK Javorník Makov                | 4 - 0       | TJ Tatran Krásno nad Kysucou            |
| OŠFK Šarišské Michaľany          | 0 - 7       | Ružomberok                              |
| TJ FK Vyšné Opátske              | 1 - 1 (4-3) | MFK Vranov and Topľou                   |
| MFK Snina                        | 0 - 1       | MFK Lokomotíva Zvolen                   |
| MFK Spartak Medzev               | 0 - 4       | VSS Košice                              |
| TJ Družstevník Vyšný Mirošov     | 1 - 1 (1-3) | DAC Dunajská Streda                     |
| FK Haniska                       | 1 - 1 (5-6) | Tatran Prešov                           |
| FK Čaňa                          | 2 - 1       | FK Spišská Nová Ves                     |
| 2 settembre 2015                 |             |                                         |
| FC Rohožník                      | 1 - 1 (5-3) | FK Dukla Banská Bystrica                |
| MŠK Thermál Vel'ký Meder         | 0 - 3       | Nitra                                   |
| 8 settembre 2015                 |             |                                         |
| FKM Nové Zámky                   | 0 - 4       | Spartak Trnava                          |
| 15 settembre 2015                |             |                                         |
| SK Zavod                         | 0 - 11      | AS Trenčín                              |
| ŠK Vinica                        | 0 - 8       | Slovan Bratislava                       |
| 30 settembre 2015                |             |                                         |
| MFK Tatran Liptovský Mikuláš     | 0 - 4       | Žilina                                  |

## Quarto turno
| Squadra 1            | Risultato     | Squadra 2           |
| -------------------- | ------------- | ------------------- |
| VSS Košice           | 3–0           | Spartak Trnava      |
| Zvolen               | 0–2           | Senica              |
| Jaslovské Bohunice   | 0–3           | AS Trenčín          |
| Martin               | 0–3           | Moravce             |
| Sereď                | 1–2           | Spartak Myjava      |
| Rohožník             | 1–1 (5-3 dtr) | Zemplín Michalovce  |
| Tomášov              | 2–3           | Pohronie            |
| OŠK Baník Stráňavy   | 0–3           | DAC Dunajská Streda |
| Vyšné Opátske        | 1–0           | Nová Baňa           |
| Makov                | 3–10          | Tatran Prešov       |
| FC Stráža            | 1–1 (3-5 dtr) | Dolný Kubín         |
| FK Čaňa              | 2–6           | Topvar Topoľčany    |
| Nové Mesto nad Váhom | 1–1 (5-3 dtr) | Podbrezová          |
| Dunajská Lužná       | 2–7           | Ružomberok          |
| Nitra                | 2–3           | Slovan Bratislava   |
| Iskra Borčice        | 0–3           | Žilina              |

## Semifinali
| Squadra 1         | Totale      | Squadra 2  | Andata | Ritorno |
| ----------------- | ----------- | ---------- | ------ | ------- |
| Slovan Bratislava | 1 - 1 (gfc) | Žilina     | 0 - 0  | 1 - 1   |
| AS Trenčín        | 6 - 1       | Ružomberok | 5 - 1  | 1 - 0   |

## Finale
| Arbitro: | Dušan Sedlák |

|            |           |                                    |
| Zreľák 53’ | Marcatori | 78’ Maierhofer 86’, 90’ van Kessel |